# Flower Fairies (Cicely Mary Barker)
Les Flower Fairies (littéralement Fées des fleurs) sont une série d'illustrations réalisées par la dessinatrice anglaise Cicely Mary Barker publiées durant le deuxième quart du XXe siècle. Dans les années 2000, l'éditeur en a tiré une franchise commerciale avec de nombreuses œuvres dérivées reprenant les illustrations originales.

## Biographie
Empêchée de suivre une scolarité normale à cause de son épilepsie, Cicely Mary Barker étudie chez elle et consacre énormément de temps à apprendre à dessiner et à peindre. Son art est influencé par celui de Kate Greenaway mais aussi par les peintres pré-Raphaëlites. Elle est bientôt reconnue pour son talent et rejoint la Croydon Art Society. Ses peintures florales sont particulièrement appréciées par la société victorienne en raison du sujet qu'elle a choisi : les fées et la féerie.

## Contexte artistique
Au début du XXe siècle, les fées deviennent un thème populaire dans l'art et la littérature anglo-saxonne, avec les photographies des fées de Cottingley, les publications de The Coming of the Fairies d'Arthur Conan Doyle, ainsi que les œuvres de l'australienne Ida Rentoul Outhwaite.
En 1923, Cicely Mary Barker envoie ses peintures de « fées-fleurs » à divers éditeurs. Blackie and Son (en) paie 25 £ pour 24 peintures, ainsi que quelques poèmes, mais ce n'est qu'à la publication de Flower Fairies of the Summer, en 1925, que Barker reçoit des royalties pour son travail. Mary Violet Clayton Calthrop, l'épouse de l'écrivain Dion Clayton Calthrop, écrit en avril 1925, à propos de Cicely Mary Barker et de son Flower Fairies of the Spring : « Elle a un goût si exquis, en plus d'un vrai sens artistique ».
Les Flower Fairies book sont l'œuvre la plus connue de Barker. Les fées sont toujours peintes sous des traits enfantins, de tous les âges entre quatre-cinq ans et onze-douze ans. La peinture douce et réaliste des enfants constitue la part majeure de son art. Les portraits enfantins sont notamment inspirés de sa propre sœur, Dorothy. Cicely Mary Barker a par ailleurs rencontré la botaniste Beatrix Potter, qui l'a aidée à dessiner les plantes.

## The Original Flower Fairies Books
Cicely Mary Barker a publié huit ouvrages chez Blackie and Son, regroupés sous le titre de The Original Flower Fairies Books. Le dernier paru, Flower Fairies of the Winter, a été publié après sa mort et longtemps après la série originelle.
- Flower Fairies of the Spring (1923),  (ISBN 978-0-72-324826-2)
- Flower Fairies of the Summer (1925),  (ISBN 978-0-72-324827-9)
- Flower Fairies of the Autumn (1926),  (ISBN 978-0-72-324828-6)
- A Flower Fairy Alphabet (1934),  (ISBN 978-0-72-324832-3)
- Flower Fairies of the Trees (1940),  (ISBN 978-0-72-324833-0)
- Flower Fairies of the Garden (1944),  (ISBN 978-0-72-324831-6)
- Flower Fairies of the Wayside (1948),  (ISBN 978-0-72-324830-9)
- Flower Fairies of the Winter (1985),  (ISBN 978-0-72-324-8293)

Une réédition eut lieu en 2002.

## Postérité

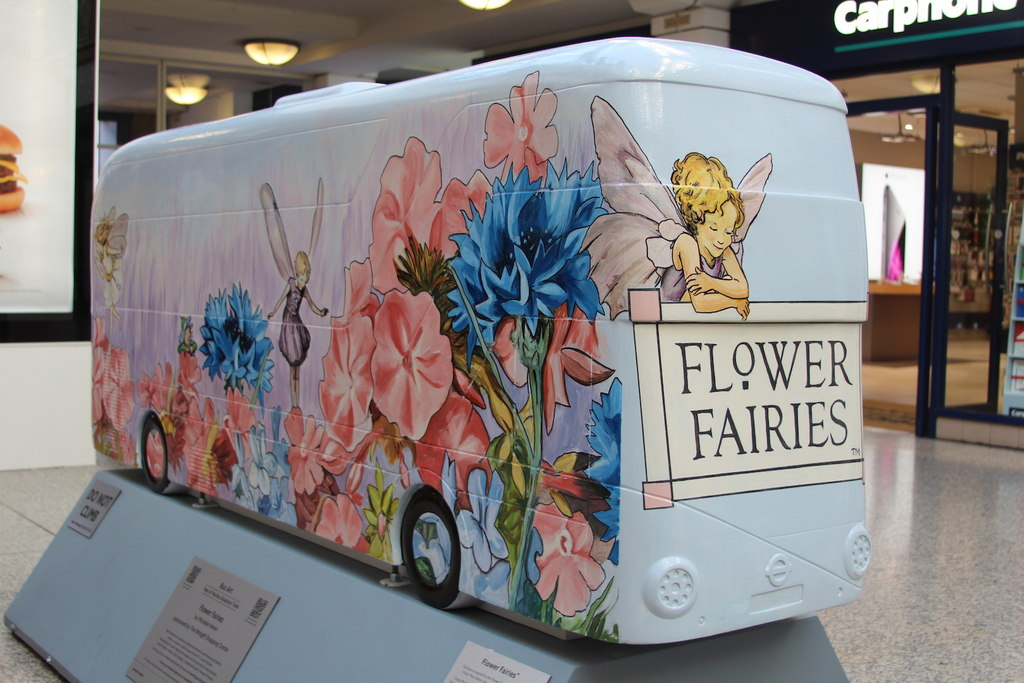
À Londres en 2015

En 1989, l'éditeur Frederick Warne & Co, appartenant à Penguin Books, acquiert les droits des œuvres de Barker. Les rééditions de ses œuvres sont très nombreuses. L'œuvre de Cicely Mary Barker est « célébrée dans le monde entier » et connait toujours une énorme popularité au début du XXIe siècle, mais demeure étrangement méconnue en France. L'éditeur a publié de nombreuses adaptations et œuvres dérivées, et concède de multiples licences d'exploitation, les termes Flower fairies et Fées des fleurs devenant une franchise commerciale utilisant un logotype particulier et même une marque commerciale (trademark).

### Adaptations
De nombreuses adaptations et œuvres dérivées ont paru en livres, certains adaptés en français.
- La série Flower Fairies Friends (traduit simplement en "Fées des fleurs") sont des livres courts, carrés, destinés aux plus jeunes, chacun racontant l'histoire d'une fée particulière et ont été publiés pour la première fois en 2003.
- Flower Fairies Secret Stories constitue une nouvelle collection pour les enfants de 6 à 10 ans, parue à partir de 2006.
- Une gamme de livres-objets a été lancée en 2005 avec Flower Fairies Journal (Fairyopolis) puis How to Find Flower Fairies (2007), incorporant des cartes postales, des mini-livres et des lettres, ainsi que des pop-ups.

### Produits dérivés
De très nombreux produits dérivés ont été tirés de l'œuvre de Barker, portant généralement la licence Flower Fairies : albums à colorier, cartes postales, cartes de vœux, papeterie, cosmétiques, habits, etc. 

### Expositions
En 2023, à l'occasion du centenaire de la parution de Flower Fairies of the Spring, la Lady Lever Art Gallery a accueilli une exposition retraçant les travaux de Cicely Barker avec des originaux et des dessins préparatoires, accompagnés notamment de collections botaniques des Musées nationaux de Liverpool et de créations de la costumière Vin Burnham.

### Hommages
Pierre Dubois a publié en 2004 un ouvrage célébrant l'ensemble de son œuvre, Le Jardin féerique de Cicely Mary Barker, chez Hoëbeke.